# Прикумский
Прикумский — посёлок в Черноземельском районе Калмыкии, административный центр Прикумского сельского муниципального образования.
Основан в период коллективизации как центральная усадьба совхоза «Улан Туг»
Население — 926 (2010)

## История
Основан как центральная усадьба организованного в начале 1930-х совхоза «Улан-Туг». В 1938 году в результате выделения из Цекертинского сельского совета был образован Улан-Тугский поселковый совет.
В связи с депортацией калмыцкого народа на основании Указа Президиума Верховного Совета СССР от 27 декабря 1943 года «О ликвидации Калмыцкой АССР и образовании Астраханской области в составе РСФСР», Калмыцкая АССР была упразднена, часть территории Калмыкии была передана Астраханской области, в том числе Улантугский поселковый Совет. На месте совхоза «Улан-Туг» был создан совхоз Прикумский Астраханского треста животноводческих совхозов Министерства совхозов СССР Каспийского района Астраханской области.
На основании Указа Президиума Верховного Совета РСФСР от 28 февраля 1951 года за № 741/2 на территории совхоза «Прикумский» Астраханской области была создана Комсомольская МЖС в составе Ставропольского края. В 1972 году на основании постановления Совета Министров Калмыцкой АССР был организован совхоз «Ставропольский».

## Физико-географическая характеристика
Прикумский находится в пределах Чёрных земель, расположенных в юго-западной части Прикаспийской низменности. Близ посёлка расположены солончаки, небольшие солёные пересыхающие озёра, к северо-западу — озеро Кёк-Усн. Рельеф местности равнинный, слабо-волнистый. В окрестностях посёлка распространены бурые солонцеватые и солончаковые почвы. Почвообразующие породы — пески.
Расстояние до районного центра посёлка Комсомольский составляет 23 км, до столицы Республики Калмыкия города Элиста — 220 км. Близ посёлка проходит региональная автодорога Р-263 (Георгиевск — Будённовск — Лагань)
Климат
Климат согласно классификации климатов Кёппена семиаридный (индекс BSk). Среднегодовая температура положительная и составляет +10,5 °C. Средняя температура самого жаркого месяца июля + 25,1 °C, самого холодного месяца января — 4,3 °C. Многолетняя норма осадков 280 мм. Наибольшее количество осадков выпадает в июне — 37 мм, наименьшее в феврале — 14 мм.
Часовой пояс
Прикумский, как и вся Республика Калмыкия, находится в часовой зоне МСК (московское время). Смещение применяемого времени относительно UTC составляет +3:00.

## Население
| 2002 | 2010 |
| ---- | ---- |
| 966  | ↘926 |

## Экономика
Основу экономики оставляет сельское хозяйство. Селообразующим предприятием является МУП «Ставропольский», занимающийся разведением калмыцкого типа грозненской породы овец. В производственном процессе, на постоянной основе участвуют 97 человек и ежегодно на сезонные работы привлекаются до 40 человек, из числа лиц временно не работающих.